# Kanton Pélussin
Der Kanton Pélussin war bis 2015 ein französischer Wahlkreis im Arrondissement Saint-Étienne, im Département Loire und der  Region Rhône-Alpes. Hauptort war Pélussin. Vertreter im conseil général des Départements war zuletzt bis 2015 Georges Bonnard (DVD). Er folgte auf Maurice Limonne (ebenfalls DVD), der das Amt von 1970 bis 2008 bekleidete.

## Gemeinden
Der Kanton umfasste die Wahlberechtigten aus 14 Gemeinden:
| Gemeinde               | Einwohner Jahr | Fläche km² | Bevölkerungsdichte | Code INSEE | Postleitzahl |
| ---------------------- | -------------- | ---------- | ------------------ | ---------- | ------------ |
| Bessey                 | 424 (2013)     | –          | – Einw./km²        | 42018      | 42520        |
| La Chapelle-Villars    | 534 (2013)     | –          | – Einw./km²        | 42051      | 42410        |
| Chavanay               | 2848 (2013)    | –          | – Einw./km²        | 42056      | 42410        |
| Chuyer                 | 785 (2013)     | –          | – Einw./km²        | 42064      | 42410        |
| Lupé                   | 318 (2013)     | –          | – Einw./km²        | 42124      | 42520        |
| Maclas                 | 1764 (2013)    | –          | – Einw./km²        | 42129      | 42520        |
| Malleval               | 571 (2013)     | –          | – Einw./km²        | 42132      | 42520        |
| Pélussin               | 3664 (2013)    | –          | – Einw./km²        | 42168      | 42410        |
| Roisey                 | 882 (2013)     | –          | – Einw./km²        | 42191      | 42520        |
| Saint-Appolinard       | 634 (2013)     | –          | – Einw./km²        | 42201      | 42520        |
| Saint-Michel-sur-Rhône | 803 (2013)     | –          | – Einw./km²        | 42265      | 42410        |
| Saint-Pierre-de-Bœuf   | 1714 (2013)    | –          | – Einw./km²        | 42272      | 42520        |
| Véranne                | 828 (2013)     | –          | – Einw./km²        | 42326      | 42520        |
| Vérin                  | 683 (2013)     | –          | – Einw./km²        | 42327      | 42410        |